# Luiza Guisso Fiorese
Luiza Guisso Fiorese (Cachoeiro de Itapemirim, 13 de julho de 1997) é uma voleibolista paralímpica brasileira.

## Biografia
Aos 15 anos, Luíza enfrentou um osteossarcoma no fêmur esquerdo, o que a levou a passar por uma cirurgia para substituir parte dos ossos da perna por uma endoprótese. Como consequência do tratamento médico, teve que interromper sua prática de handebol. Em novembro de 2018, uma das jogadoras da Seleção Brasileira de vôlei sentado a viu em um programa de televisão e entrou em contato com ela. Naquela época, Luíza já havia passado por duas cirurgias e, em março de 2019, aceitou o convite para conhecer essa nova modalidade esportiva.
Conquistou a medalha de bronze nos Jogos Paralímpicos de Verão de 2020 em Tóquio, representando o Brasil após derrotar a Seleção Canadense por 3 sets a 1. Em 2022 ela fez parte da equipe que conquistou a medalha de ouro no Mundial da Bósnia, assim garantindo vaga nos Jogos de Paris 2024.
Em julho de 2022, participou do Campeonato Paranaense de Vôlei Sentado, ocorrido em Curitiba, disputando pelo Círculo Militar do Paraná (CMP), que ficou em segundo lugar. Na equipe também estava Edwarda Dias, colega da seleção que disputou em Tóquio.

## Títulos
Jogos Paralímpicos
- Bronze: 2020 (Tóquio)[2]

Mundial de Vôlei Sentado
- Ouro: 2022 (Bósnia)[2][6]